# Adrienne Fidelin
Casimir Joseph Adrienne Fidelin dite Ady Fidelin, née le 4 mars 1915 à Pointe-à-Pitre et morte le 5 février 2004 à Lagrave (Tarn), est un modèle et une danseuse française. Elle est le premier mannequin de couleur à apparaître dans la presse généraliste américaine des années 1930.

## Biographie

### Jeunesse et famille
Adrienne Fidelin naît le 4 mars 1915 à Pointe-à-Pitre en Guadeloupe. Son père, employé de banque à Pointe-à-Pitre, est originaire de l’île de Terre-de-Bas, aux Saintes,. Sa mère trouve la mort à Pointe-à-Pitre lors du passage du cyclone dévastateur de 1928. Elle n'est alors âgée que de 12 ans. Son père décède deux ans plus tard, de sorte que l'orpheline quitte la Guadeloupe pour Paris, à 15 ans.

### Paris
À Paris, ville artistique en ébullition, capitale mondiale de l'art à l'époque, Adrienne Fidelin devient danseuse, côtoie le milieu antillais, découvre le jazz et fréquente assidument le Bal Nègre de la rue Blomet.
C'est dans ces conditions qu'elle rencontre fin 1934, le photographe et cinéaste américain Man Ray. Il a 46 ans et elle presque 20 ans. Elle devient sa compagne, son modèle et sa muse. Ils sont inséparables et Man Ray l'introduit dans son cercle hédoniste d'amis artistes et écrivains, adeptes du Surréalisme, mouvement alors en vogue. Dans son autobiographie, Man Ray décrit comment le groupe constitué par Pablo Picasso et Dora Maar, Paul Éluard et son épouse Nusch, Max Ernst et Leonora Carrington, ainsi que Lee Miller et Roland Penrose l'ont chaleureusement adoptée. C'est ainsi le début d'une histoire d'amour de six ans étroitement mêlée à une vie artistique intense, au sein de la communauté surréaliste. Adrienne se fait connaître sous le nom d'Ady Fidelin.
Elle est une modèle longtemps non identifiée de Pablo Picasso dont Femme assise sur fond jaune et rose II, ainsi que de nombreuses œuvres de Man Ray comme la toile Rire de rêve (1937) ou son célèbre Le beau Temps, la photographie non datée renommée Portrait nu d'Adrienne Fidelin avec une planche en bois et le dessin Les Mains libres.

### Compagne, modèle et muse
Le photographe gagne sa vie en travaillant pour plusieurs magazines américains. Il est notamment un des photographes stars du Harper's Bazaar.
Bien que l’éditeur de Bazaar, William Randolph Hearst, interdît les photographies de sujets noirs dans le magazine (situation courante à l’époque), Carmel Snow la rédactrice en chef de la revue, prenait un malin plaisir à défier Hearst sur cette question raciale. En effet, cette même année, Snow a commandé des photographies de la chanteuse d’opéra Marian Anderson. C'est donc dans ces conditions qu'une des photos de Man Ray avec Adrienne Fidelin comme modèle est publiée dans un numéro de septembre 1937. Cela fait d'elle le premier modèle noir à être publié dans un magazine de mode américain.
Comme le signale Wendy A. Grossman, spécialiste de Man Ray, les photographies ont été inspirées d'une exposition de coiffes du Congo belge à laquelle Man Ray avait assisté à la Galerie Charles Ratton à Paris quelques mois plus tôt au printemps.
Quatre photographies ont été choisies pour la diffusion de deux pages, intitulées « Le Bushongo de l’Afrique envoie ses chapeaux à Paris ». Sur la page de gauche se trouvaient trois images de femmes blanches, à côté du texte de Paul Éluard ; la photo de Fidelin a occupé toute la page de droite. Bien que les quatre photos fussent toutes des portraits, il est difficile de ne pas remarquer comment Fidelin était mise en valeur, isolée sur la page opposée. Grossman souligne que Fidelin « ne porte pas les attributs occidentaux des autres modèles, mais est parée de bijoux africains avec sa peau nue exposée. Ces marqueurs culturels de son altérité prêtent un air exotique et sexualisé à l’image, souligné par la pose classique de son bras plié derrière sa nuque ».
Le fait qu’elle ait été fétichisée comme « autre », en plus de sa relation avec Man Ray, a sans aucun doute joué un rôle dans sa rupture de la barrière de la race. Son teint clair a peut-être contribué au fait qu’elle n’ait pas été vue par les éditeurs comme étant vraiment noire. En effet, elle était originaire des Caraïbes et parlait français ; elle n’était donc pas perçue comme l'étaient les Noirs américains. Néanmoins, ce fut la première et dernière apparition de Fidelin dans un magazine de mode américain.
Leur idylle durera jusqu'à l'occupation nazie en 1940. D'origine juive, Man Ray s'envole pour les États-Unis alors qu'Adrienne Fidelin refuse le second laissez-passer et décide de rester en France, peut-être par rejet de la ségrégation alors en vigueur outre-Atlantique. Avec une certaine condescendance, Man Ray dit d'elle : « Et elle m'empêche de sombrer dans le pessimisme. Elle fait tout : cirer mes chaussures, apporter mon petit-déjeûner, peindre l'arrière-plan de mes grandes toiles ! Le tout sur un air de biguine ou de rumba. ».
Ne se cantonnant pas à une collaboration exclusive avec Man Ray, outre Picasso, elle pose avant la guerre avec le photographe allemand Wols (Alfred Otto Wolfgang Schulze) ou apparaît en 1937 comme figurante dans le film de 1937 Les Secrets de la mer Rouge.

### Oubli et mort
Après guerre, elle fait de la figuration au cinéma et se produit comme danseuse, mais des cicatrices héritées d'interventions chirurgicales de 1946 l'éloignent d'une carrière artistique.
Man Ray l’a aimée, photographiée plus de quatre-cent fois et peinte,. Une fois en Amérique, à l'insu d'Ady, il entame une relation avec Juliet Browner qu'il épouse en 1946, alors même qu'Ady s'efforce de sauvegarder ses œuvres des convoitises allemandes avant de les lui remettre après la Libération. Bien qu'ils entretiennent une correspondance au moins jusque 1961, Man Ray parle à peine d'elle dans son autobiographie de 1963, suivant en cela une appréciation antérieure où il avait fait de sa compagne « une subordonnée au service de son brillant partenaire ». Il publie pourtant dans les années 1970 des séries estampes inspirées par Ady.
En conclusion de leur article dans le catalogue de l'exposition Le Modèle noir, de Géricault à Matisse, où elle retrouve de nouveau la lumière, Wendy A. Grossman et Sala E. Patterson estiment que « Fidelin a été mise à l'écart, victime d'une histoire conventionnelle qui privilégie le caractère racial ou ethnique sur l'individualité, et l'artiste masculin sur la muse féminine ». Sur la fin des années 1950, elle épouse André Art, son compagnon depuis plus d'une décennie. Elle passe les derniers moments de sa vie à Albi et meurt dans l'anonymat à 88 ans dans un EHPAD à Lagrave, non loin d'Albi.
Le Docteur Pierre Saint-Luce originaire de Terre-de-bas (Guadeloupe) est depuis 2015, le nouveau propriétaire de la Poterie Fidelin. La Poterie Fidelin est un monument historique classé depuis 1995, qui appartenait à Jean-Pierre Fidelin, aïeul d'Ady Fidelin. En octobre 2019, Pierre Saint-Luce publie le roman "Colored" qui évoque la visite d'Ady à la Poterie Fidelin.
Début 2021, l'écrivaine Gisèle Pineau publie une biographie romancée de la vie d'Adrienne Fidelin Ady, soleil noir, référence au qualificatif amical de « petit soleil noir » que lui attribua Man Ray.

## Postérité
- Ady au masque, 1930 par Roger Parry (masque Punu du Gabon)
- Ady, Antibes, 1937 de Man Ray
- Ady Fidelin et les anneaux, 1937 de Man Ray
- Paul Éluard, Roland Penrose, Man Ray, Ady Fidelin, Île Sainte-Marguerite (îles de Lérins), Cannes, 1937 de Lee Miller
- Man Ray et Ady Fidelin, Mougins, France, 1937 de Lee Miller
- Ady Fidelin, Paris, 1938 de Man Ray
- Exposition Ady Fidelin, Une Femme au cœur de l'art Moderne, 2018[9].
- De mars à juillet 2019, le musée d'Orsay organise l'exposition « Le Modèle noir, de Géricault à Matisse » et revient sur l'histoire d'Adrienne Fidelin et Man Ray[10].
- Gisèle Pineau, Ady, soleil noir, Paris, éditions Philippe Rey, 7 janvier 2021, 301 p. (ISBN 978-2848768090)